# Шамбав
Шамба̀в (на италиански и на френски: Chambave, на местен диалект: Tsambàva, Цамбава, от 1939 до 1946 г. Ciambave, Чамбаве) е село и община в Северна Италия, автономен регион Вале д'Аоста. Разположено е на 480 m надморска височина. Населението на общината е 947 души (към 2010 г.).